# مستشفى الحضرة الجامعي
مستشفى الحضرة الجامعي أو مستشفى ناريمان هو مستشفى تعليمي حكومي مصري، وأحد مستشفيات جامعة الإسكندرية، يتبع كلية الطب (جامعة الإسكندرية)، يقع بمنطقة الحضرة بمدينة الإسكندرية على مساحة حوالي 5.5 فدان، أنشأ سنة 1886 على يد الجالية الألمانية بالإسكندرية، وأُطلق عليه اسم "مستشفى البروسيا"، بلغت القدرة الاستيعابية للمستشفى سنة 2015 حوالي 388 سرير، واستقبل 27218 مريض، وأُجري به 8785 عملية جراحية.

## التاريخ
أنشئ سنة 1886 على يد الجالية الألمانية، وأُطلق عليه اسم "مستشفى البروسيا"، وفي أعقاب الحرب العالمية الثانية أطلق عليها "مستشفى الأنجلوسويس"، ثم سُميت بمستشفى الأميرة فوزية، وعندما انشأت جامعة فاروق الأول (جامعة الإسكندرية حالياً) تم شراء المستشفى سنة 1948 وسُمي سنة 1950 بمستشفى ناريمان بعد زواج الملك فاروق الأول بالملكة ناريمان، وبعد قيام حركة 23 يوليو 1952 تم تغيير اسم المستشفى إلى اسمه الحالي "مستشفى الحضرة الجامعي" وكانت سعته آنذاك 400 سرير.
كان المستشفى تضم وقت إنشائه أقسام الجراحة والمسالك البولية والعظام والباطنة، وفي سنة 1961 نقلت جميع الأقسام إلى المستشفى الرئيسي الجامعي ما عدا قسم العظام، حتى سنة 1975 حيث تم نقل الأمراض العصبية والنفسية إليه، وفي سنة 1987 جُدد المستشفى بالكامل من تبرعات بعض المتبرعين، وزادت غرف العمليات وغرف إفاقة ووحدة عناية مركزة، وفي سنة 1998 تم إنشاء جناح كامل للاستقبال والعيادات الخارجية وإقامة قسم جديد للأشعة المقطعية وتجهيز جناح جديد للعمليات وقسم جديد للطوارئ.

## المستشفيات
يضم مستشفى الحضرة الجامعي ما يلي:
- مستشفي الحضرة للعظام

بلغت قدرته الاستيعابية 279 سرير، واستقبل 18108 مريض، وأُجري به 6700 عملية جراحية.
- مستشفي الحضرة العصبية والنفسية

بلغت قدرته الاستيعابية 69 سرير، واستقبل 5685 مريض.
- مركز الإصابات

بلغت قدرته الاستيعابية 40 سرير، واستقبل 3425 مريض، وأُجري به 2085 عملية جراحية.

## وصلات خارجية
- الموقع الرسمي لمستشفيات جامعة الإسكندرية.